# Handyside contra Reino Unido
Handyside contra Reino Unido (5493/72) é um caso que foi decidido pelo Tribunal Europeu dos Direitos Humanos em 1976. Esse julgamento ficou conhecido pela aplicação da teoria da margem de apreciação, que prega que os Estados nacionais possuem certa margem de apreciação ao aplicar e interpretar os tratados de direitos humanos no âmbito interno, sob a justificativa de que a proteção internacional dos direitos humanos é subsidiária à nacional e de que as autoridades locais, em tese, possuem melhores condições de entendimento acerca da situação analisada.
Seu trecho mais famoso é aquele que diz o que segue:
"A liberdade de expressão constitui um dos cimentos essenciais dessa sociedade, uma das condições básicas para seu progresso e para o desenvolvimento de todos os homens. Sujeita a [restrições legítimas] é aplicável não somente à “informação” ou às “ideias” que são recebidas favoravelmente ou consideradas inofensivas ou indiferentes, mas também àquelas que ofendem, chocam ou perturbam o estado ou algum segmento da população. Essas são as exigências do pluralismo, da tolerância, da abertura mental, sem as quais não existe uma “sociedade democrática”. Isto significa, entre outras coisas, que toda “formalidade”, “condição”, “restrição” ou “sanção” imposta nesta esfera deve ter proporcionalidade em relação ao objetivo legítimo que se busca" (parágrafo 49 do acórdão).

## Fatos
O Sr. Richard Handyside, proprietário da editora "Stage 1", comprou os direitos para a publicação britânica do livro "Den lille røde bog for skoleelever", escrito por Søren Hansen e Jesper Jensen e publicado, até 1976, na Dinamarca, Bélgica, Finlândia, França, Alemanha Ocidental, Grécia, Islândia, Itália, Países Baixos, Noruega, Suécia e Suíça bem como em vários países não-europeus. Ele continha uma seção de 26 páginas sobre sexo, incluindo subseções sobre questões tais como os contraceptivos, a pornografia, a homossexualidade e o aborto, bem como direções para obter ajuda e assessoramento sobre assuntos sexuais. Handyside enviou algumas centenas de cópias do livro, juntamente com um comunicado de imprensa, para um conjunto de publicações, desde jornais locais e nacionais a jornais médicos e educacionais. Ele também fez publicidade para o livro. O livro tornou-se objeto de amplos comentários da imprensa, tanto favoravelmente quanto desfavoravelmente e, com isso, Handyside e sua editora receberam uma série de denúncias.
Em 31 de março de 1971, 1.069 foram sequestrados provisoriamente, juntamente com panfletos, posters, e correspondência relacionada a sua publicação e venda. Em 1 de abril de 1971, mais 139 cópias foram sequestradas. Cerca de 18.800 de um total de 20.000 cópias impressas não foram encontradas pelas autoridades e consequentemente vendidas. Em 8 de abril, Handyside recebeu duas citações de um tribunal por ter a posse livros obscenos para publicação com intuito de lucro. Handyside interrompeu a distribuição do livro e aconselhou as livrarias em conformidade mas, naquela altura, cerca de 17.000 cópias já estavam em circulação. Em 1 de julho de 1971, Handyside foi considerado culpado em ambas as citações (processos) e multado em £25 e condenado a pagar £110 em custas judiciais. Sua apelação foi rejeitada.

## Procedimentos perante o Tribunal Europeu dos Direitos Humanos
O pedido foi proposto por Handyside em 1972. Em 1975, a Comissão Europeia de Direitos Humanos terminou o seu relatório sobre o caso, não encontrando violações das convenções, por maioria em relação aos artigos 10, 17 e P1-1, e unanimemente em relação ao artigo 18. Em 1976, a câmara do tribunal declinou de sua competência em favor do plenário.

## Julgamento
Utilizando a doutrina da margem de apreciação, o tribunal considerou por treze votos a um que a interferência na liberdade de expressão de Handyside era definida pelo direito interno do Estado Nacional, tendo um propósito legítimo e sendo necessária em uma sociedade democrática, portanto não existindo violação ao artigo 10 da Convenção Europeia dos Direitos Humanos. O Juiz H. Mosler não concordou e apresentou um voto divergente, considerando que a violação ao art. 10 ocorreu por a interferência não ser necessária.
O tribunal também considerou unanimemente que os direitos de propriedade de Handyside (artigo 1 do Protocolo n.º 1) não foram violados. O juiz M. Zekia apresentou um voto divergente nessa questão.